# لودوین
لودوین (به لاتین: Ludwin) یک روستا در لهستان است که در گمینا لودوین واقع شده‌است. لودوین  ۵٬۰۴۱ نفر جمعیت دارد.

## خواهرخوانده
شهر تگلاس خواهرخواندهٔ لودوین هست.